# Canton de Lannoy
Pour les articles homonymes, voir Lannoy (homonymie).
Le canton de Lannoy est un ancien canton français, située dans le département du Nord et la région Nord-Pas-de-Calais.
Il a été regroupé au sein du Canton de Croix  et du Canton de Templeuve-en-Pévèle.

## Composition

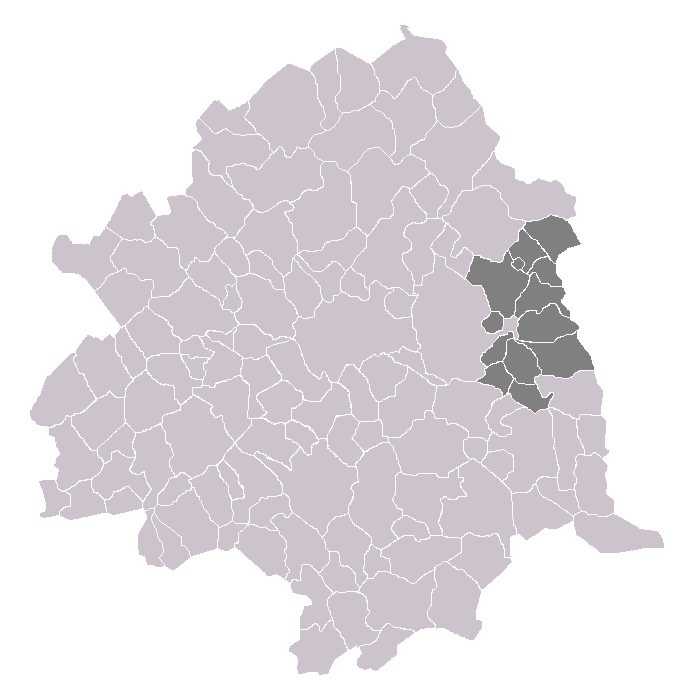
Canton de Lannoy

Le canton de Lannoy regroupait les communes suivantes :
| Nom                | Code Insee | Codepostal | Superficie (km2) | Population (dernière pop. légale) | Densité (hab./km2) |
| ------------------ | ---------- | ---------- | ---------------- | --------------------------------- | ------------------ |
| Lannoy (chef-lieu) | 59332      | 59390      | 0,18             | 1 781 (2012)                      | 9 894              |
| Anstaing           | 59013      | 59152      | 2,30             | 1 339 (2012)                      | 582                |
| Baisieux           | 59044      | 59780      | 8,68             | 4 571 (2012)                      | 527                |
| Chéreng            | 59146      | 59152      | 4,18             | 2 989 (2012)                      | 715                |
| Forest-sur-Marque  | 59247      | 59510      | 1,05             | 1 459 (2012)                      | 1 390              |
| Gruson             | 59275      | 59152      | 3,13             | 1 146 (2012)                      | 366                |
| Hem                | 59299      | 59510      | 9,65             | 18 374 (2012)                     | 1 904              |
| Leers              | 59339      | 59115      | 5,40             | 9 400 (2012)                      | 1 741              |
| Lys-lez-Lannoy     | 59367      | 59390      | 3,26             | 13 317 (2012)                     | 4 085              |
| Sailly-lez-Lannoy  | 59522      | 59390      | 4,43             | 1 728 (2012)                      | 390                |
| Toufflers          | 59598      | 59390      | 2,39             | 3 990 (2012)                      | 1 669              |
| Tressin            | 59602      | 59152      | 1,89             | 1 411 (2012)                      | 747                |
| Willems            | 59660      | 59780      | 5,80             | 3 045 (2012)                      | 525                |

Avant la création du Canton de Villeneuve-d'Ascq, Ascq,Annappes et Flers-lez-Lille, faisaient aussi partie du canton de Lannoy.

## Histoire: conseillers généraux de 1833 à 2015
- De 1833 à 1848, les cantons de Lannoy et de Roubaix avaient le même conseiller général. Le nombre de conseillers généraux était limité à 30 par département[1].

| Période           | Identité                              | Parti                    | Qualité |
| ----------------- | ------------------------------------- | ------------------------ | --- |
| 1833-1837         | Jean-Baptiste Bossut fils (1790-1874) |                          | Négociant, maire de Roubaix (1840-1845)                                                                      |
| 1837-1848         | Auguste Mimerel (1786-1871)           | Bonapartiste             | Créateur d'une filature de coton Député (1849-1851) Sénateur (1852-1870) Président du Conseil Général (1839) |
| 1848-1861         | Julien Lefebvre                       |                          | Propriétaire, négociant et agronome à Hem puis à Lille                                                       |
| 1861-1878 (décès) | Constantin-Achille Descat             | Centre droit             | Apprêteur de tissus Député du Nord (1871-1876) Maire de Roubaix (1867-1871, 1874-1876)                       |
| 1878-1889 (décès) | Charles Bouchery                      |                          | Agriculteur, maire de Sailly (1876-1889)                                                                     |
| 1889-1907         | Comte Jules de Montalembert           | ALP (Républicain rallié) | Député (1889-1906) Maire d'Annappes                                                                          |
| 1907-1913         | Joseph Lamotte                        | Rad.                     | Docteur en médecine à Willems                                                                                |
| 1913-1919         | Adolphe Lorthioir (1871-1955)         | SFIO                     | Ouvrier du textile - Maire de Lys-lez-Lannoy                                                                 |
| 1919-1923 (décès) | Jean Despretz                         | RG                       | Brasseur à Lannoy                                                                                            |
| 1923-1940         | Adolphe Lorthioir                     | SFIO                     | Ouvrier du textile - Maire de Lys-lez-Lannoy Nommé conseiller départemental en 1943                          |
|                   |                                       |                          | |
| 1945-1949         | Alfred Dequesnes                      | SFIO                     | Ouvrier Maire de Flers-Breucq (1923-1947)                                                                    |
| 1949-1961         | Jean Leplat                           | RPF puis CNIP            | Docteur en médecine Maire de Hem (1947-1977)                                                                 |
| 1961-1985         | André Desmulliez                      | SFIO puis PS             | Proviseur de lycée Député (1973-1978), maire de Lys-lez-Lannoy (1958-1983)                                   |
| 1985-1998         | Marie-Marguerite Massart (1931-2022)  | UDF-FD                   | Infirmière, administratrice de groupe médical Maire de Hem (1983-1998)                                       |
| 1998-2011         | Jocya Vancoillie                      | PS                       | Chef d'entreprise Maire de Willems (2009-2014), vice-Présidente du Conseil Général                           |
| 2011-2015         | Joëlle Cottenye                       | NC-UDI                   | Professeure Conseillère régionale et adjointe au maire d'Hem Elue en 2015 dans le Canton de Templeuve        |

## Conseillers d'arrondissement (de 1833 à 1940)
| Période       | Période      | Identité                                                | Étiquette   | Qualité |
| ------------- | ------------ | ------------------------------------------------------- | ----------- | --- |
| 1833          | 1848         | M. Lefebvre                                             |             | Négociant à Hem                                                                                                |
|               |              |                                                         |             | |
| 1880          |              | Charles-Philippe-Antoine Le Hardy du Marais (1831-1901) |             | Propriétaire du château de Chéreng                                                                             |
|               |              |                                                         |             | |
| 1892          | 1907 (décès) | Jules Mullier-Dewailly (1833-1907)                      | Républicain | Marchand de vin, Baisieux                                                                                      |
| 14 avril 1907 | 1919         | Romain Lepers-Duquennoy (1857-1929)                     | Libéral     | Fabricant de toiles, maire de Chéreng                                                                          |
| 1919          | 1922         | Charles Darras                                          | Libéral     | Adjoint au maire de Sailly-lez-Lannoy                                                                          |
| 1922          | 1928         | Adolphe Chuffart (1869-1943)                            | SFIO        | Secrétaire du syndicat CGT des cuirs et peaux, puis jardinier à Roubaix Maire de Forest-sur-Marque (1919-1929) |
| 1928          | 1934         | Comte Geoffroy de Montalembert                          | Droite      | Agriculteur, maire d'Annappes                                                                                  |
| 1934          | 1940         | Adolphe Chuffart                                        | SFIO        | Secrétaire du syndicat CGT des cuirs et peaux, puis jardinier à Roubaix Maire de Forest-sur-Marque (1919-1929) |
| 1940          |              |                                                         |             | Les conseils d'arrondissement ont été suspendus par la loi du 12 octobre 1940 et n'ont jamais été réactivés    |

## Démographie
| 1962   | 1968   | 1975   | 1982   | 1990   | 1999   | 2006   | 2011   | 2012   |
| ------ | ------ | ------ | ------ | ------ | ------ | ------ | ------ | ------ |
| 40 451 | 47 616 | 56 968 | 59 907 | 62 334 | 64 339 | 62 384 | 63 986 | 64 550 |